# 와이어 투 와이어
와이어 투 와이어(영어: Wire-to-wire)는 장기간 진행되는 페넌트레이스 시즌이나 일정한 경주에서 시작 시점부터 종료 시점까지 한 선수 또는 한 팀이 1위를 계속 유지하는 기록을 의미한다. 1위는 곧 우승을 의미하므로, 결과적으로 시작 시점부터 종료 시점까지 1위를 유지하면서 우승하는 것을 의미하는 셈이다.

## 유래
본디 경마에서 와이어, 즉 줄이 출발선부터 결승선까지 가로질러 뻗어있는 특성에서 유래한 것이다. 즉, 줄이 이어진 가운데 선두를 경주 시작부터 종결 시점까지 유지하는 것으로 변화한 것이다.

## 야구

### 메이저 리그 베이스볼
메이저 리그 베이스볼에서는 총 5회의 와이어 투 와이어가 발생하였다. 해당 사례는 1927년 뉴욕 양키스, 1955년 브루클린 다저스 (현재의 로스엔젤레스 다저스), 1984년 디트로이트 타이거스, 1990년 신시내티 레즈, 2005년 시카고 화이트삭스이다.

### KBO 리그
KBO 리그에서는 총 1회의 와이어 투 와이어가 발생하였다. 해당 사례는 2022년 SSG 랜더스이다.

## 농구
NBA에서 와이어 투 와이어는 총 4회 발생하였고, 각각 2번씩 같은 팀에서 발생하였다. 해당 사례는 1982년과 2020년의 로스앤젤레스 레이커스와 1986년과 2024년의 보스턴 셀틱스이다.